# ایی‌بلا
ایی‌بلا (انگلیسی: EBella)، یک کانال تلویزیونی ماهواره‌ای دیجیتال آفریقای جنوبی بود که به دلیل پایین بودن تعداد بینندگان در پایان مارس ۲۰۱۹ تعطیل شد.